# 加藤大 (野球)
加藤 大（かとう だい、2002年4月24日 - ）は、神奈川県川崎市川崎区出身のプロ野球選手（投手）。右投右打。ベースボール・チャレンジ・リーグ（ルートインBCリーグ）の神奈川フューチャードリームス所属。NPBでは育成選手だった。

## 経歴

### プロ入り前
川崎市立藤崎小学校4年時に池上新町子ども会野球部で野球を始め、川崎市立川中島中学校では川崎中央シニアに所属。
横浜隼人高等学校では1年秋からベンチ入り。2年夏の県大会は2回戦（対大磯）で全球直球を投じて2安打15奪三振の完封勝利。3年夏の代替大会は4回戦で星槎国際湘南に敗退したが、代替大会前の7月に行われた東海大相模との練習試合で、20人近くのスカウトが集まる中、全球直球を投じて3イニングを無安打7奪三振に封じ高評価を得た。

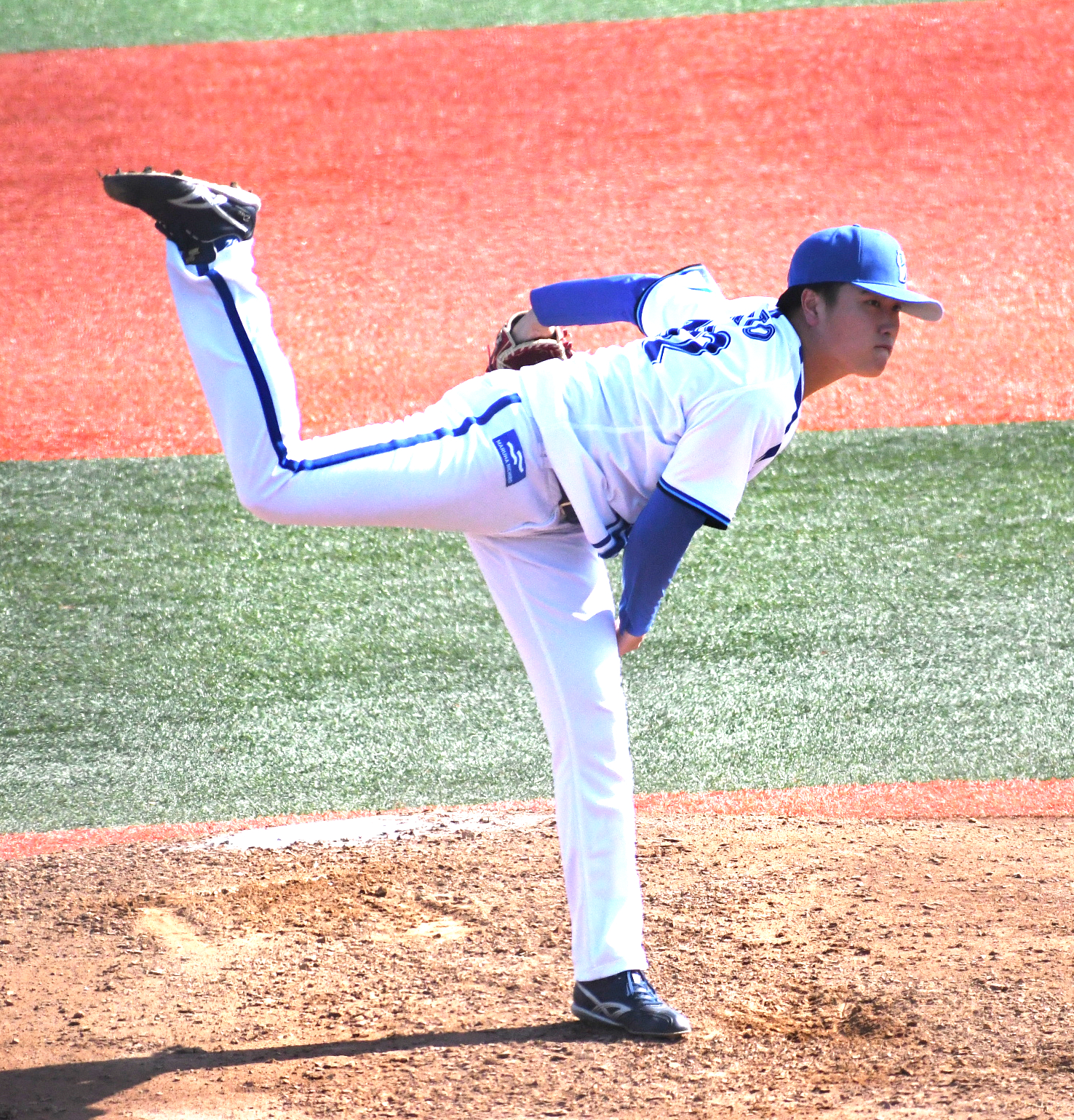
DeNA時代 2023年3月7日横須賀スタジアムにて

2020年10月26日に行われたプロ野球ドラフト会議では、横浜DeNAベイスターズから育成ドラフト2位指名を受け、11月30日に支度金300万円、年俸340万円（金額は推定）で仮契約を結んだ。背番号は102。

### DeNA時代
2021年は、開幕からしばらく登板がなく、8月25日のイースタン・リーグ、東北楽天ゴールデンイーグルス戦（平塚）で公式戦デビュー。二軍では8試合に登板して0勝1敗、防御率5.40という成績だった。
2022年4月11日、ベースボール・チャレンジ・リーグ（ルートインBCリーグ）の神奈川フューチャードリームスへの派遣が発表された。神奈川での背番号は52。この年は怪我の影響でほとんど投げられず、イースタン・リーグでは3試合に登板し0勝1敗、防御率9.00という成績で、派遣先の神奈川では公式戦の登板がなかった。
2023年6月15日、2年連続で神奈川フューチャードリームスに派遣されることが発表された。神奈川での背番号は変更となり62。派遣期間は2023年シーズン終了まで。神奈川では7試合に登板、DeNAではイースタン・リーグ11試合の登板で0勝1敗、防御率3.09の成績を挙げた。10月3日、球団から翌年の契約を結ばないことを通知された。自身のX（旧Twitter）で「この先の事は分かりませんが、この3年間で得られた事を糧に精進して参ります」と綴った。

### BC・神奈川時代
11月15日に12球団合同トライアウトに参加し、2四球を出しながら奪三振も記録した。トライアウト後の24日、前年、前々年と派遣されていた神奈川フューチャードリームスへの入団が発表された。背番号は13。2024年シーズン終了後に背番号が15に変更された。
2025年1〜2月、アレックス・ラミレスが結成した特別編成チーム "ジャパンブリーズ" に加わってメキシコ遠征に参加し、カリブ海沿岸諸国のウィンターリーグ王者が集う国際大会・第67回カリビアンシリーズに出場した。

## 選手としての特徴・人物
最速153km/hの直球を武器とする本格派右腕。変化球は鋭い曲がりのスライダーが武器。
野球を始めた時からベイスターズファンで、好きな選手に山﨑康晃と梶谷隆幸を挙げている。DeNA時代、自身のTwitter（現X）では、「コロナ禍で球場に来られないファンの方に、少しでも楽しんで貰えるように」との思いから、選手寮「青星寮」での食事をツイートしていた。

## 詳細情報

### NPB年度別投手成績
- 一軍公式戦出場なし

### 独立リーグでの投手成績
| 年 度     | 球 団     | 登 板 | 先 発 | 完 投 | 完 封 | 無 四 球 | 勝 利 | 敗 戦 | セ 丨 ブ | ホ 丨 ル ド | 勝 率 | 打 者 | 投 球 回 | 被 安 打 | 被 本 塁 打 | 与 四 球 | 敬 遠 | 与 死 球 | 奪 三 振 | 暴 投 | ボ 丨 ク | 失 点 | 自 責 点 | 防 御 率 | W H I P |
| --------- | --------- | ----- | ----- | ----- | ----- | -------- | ----- | ----- | -------- | ----------- | ----- | ----- | -------- | -------- | ----------- | -------- | ----- | -------- | -------- | ----- | -------- | ----- | -------- | -------- | ------- |
| 2023      | 神奈川    | 7     | 0     | 0     | 0     | 0        | 1     | 0     | 0        | 0           | 1.00  | 33    | 7.2      | 4        | 0           | 7        | -     | 0        | 11       | 0     | 0        | 4     | 4        | 4.70     | 1.43    |
| 2024      | 神奈川    | 26    | 7     | 0     | 0     | 0        | 5     | 3     | 3        | 0           | .571  | 238   | 52.0     | 54       | 2           | 32       | -     | 2        | 53       | 3     | 0        | 26    | 22       | 3.81     | 1.65    |
| 通算：2年 | 通算：2年 | 33    | 7     | 0     | 0     | 0        | 5     | 3     | 3        | 0           | .625  | 271   | 59.2     | 58       | 2           | 39       | -     | 2        | 64       | 3     | 0        | 30    | 26       | 3.92     | 1.63    |

- 2024年シーズン終了時

### 背番号
- 102（2021年[6] - 2023年）
  - 52（2022年[9]）※神奈川フューチャードリームス派遣時の背番号
  - 62（2023年[12]）※神奈川フューチャードリームス派遣時の背番号
- 13（2024年[19]）
- 15（2025年[20] - ）